# Craimoos
Craimoos (oberfränkisch: Krahmoos bzw. Krahmus) ist ein Gemeindeteil des Marktes Schnabelwaid im Landkreis Bayreuth (Oberfranken, Bayern). Craimoos liegt in der Gemarkung Preunersfeld.

## Lage
Östlich des Weilers liegt das Naturschutzgebiet Craimoosweiher, im Norden grenzt das Craimoosholz an. Gemeindeverbindungsstraßen führen nach Schnabelwaid zur Kreisstraße BT 22 (1 km südlich) und zur Bundesstraße 2 (0,7 km östlich).

## Geschichte
1366/68 wurde das Flurgebiet „Kreymnos“ erstmals urkundlich erwähnt. Der Flur- und spätere Ortsname bedeutet Krähenmoos. Pfalz-Neuburg hatte die Grundherrschaft über die Anwesen. Von 1791/92 bis 1810 gehörte der Ort zum preußische Justiz- und Kammeramt Pegnitz.
Mit dem Gemeindeedikt (frühes 19. Jahrhundert) wurde Craimoos dem Steuerdistrikt Schnabelwaid und der Ruralgemeinde Zips zugewiesen. Im Zuge der Gebietsreform in Bayern wurde Craimoos am 1. Mai 1978 nach Schnabelwaid eingegliedert.